# Cantó de Rostrenen
El cantó de Rostrenen (bretó Kanton Rostrenenn) és una divisió administrativa francesa situat al departament de Costes del Nord a la regió de Bretanya.

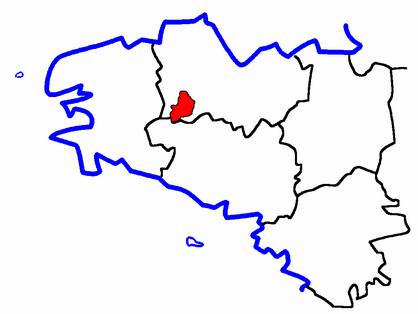
Situació del cantó

## Composició
El cantó aplega 6 comunes :
| Nom bretó        | Nom francès       | Nom gal·ló |
| Groñvel          | Glomel            | ---        |
| Kergrist-Moeloù  | Kergrist-Moëlou   | ---        |
| Plougernevel     | Plouguernével     | ---        |
| Plounevez-Kintin | Plounévez-Quintin | ---        |
| Rostrenenn       | Rostrenen         | ---        |
| Tremargad        | Trémargat         | ---        |

## Història
| Data d'elecció                           | Identitat    | Partit | Qualitat              |
| ---------------------------------------- | ------------ | ------ | --------------------- |
| 2004-                                    | Ange Herviou | PCF    | alcalde de Rostrenenn |
| les dades anteriors no són pas conegudes |              |        |                       |
|                                          |              |        |                       |